# Comuna Piatra Șoimului, Neamț
Piatra Șoimului (în trecut, Calu-Iapa și Calu) este o comună în județul Neamț, Moldova, România, formată din satele Luminiș, Negulești, Piatra Șoimului (reședința) și Poieni.

## Așezare
Comuna se află în sud-vestul județului, în bazinele hidrografice ale râurilor Iapa (satele Luminiș și Negulești) și Calu (satele Piatra Șoimului și Poieni), afluenți ai Bistriței. Este traversată de drumurile județene DJ 156D și DJ 156E și de șosele comunale ce leagă comuna de orașul Roznov, aflat la est.

## Demografie
Componența etnică a comunei Piatra Șoimului
     Români (87,01%)
     Alte etnii (0,12%)
     Necunoscută (12,88%)
Componența confesională a comunei Piatra Șoimului
     Ortodocși (85,93%)
     Alte religii (0,95%)
     Necunoscută (13,12%)
Conform recensământului efectuat în 2021, populația comunei Piatra Șoimului se ridică la 6.950 de locuitori, în creștere față de recensământul anterior din 2011, când fuseseră înregistrați 5.587 de locuitori. Majoritatea locuitorilor sunt români (87,01%), iar pentru 12,88% nu se cunoaște apartenența etnică. Din punct de vedere confesional, majoritatea locuitorilor sunt ortodocși (85,93%), iar pentru 13,12% nu se cunoaște apartenența confesională.

## Politică și administrație
Comuna Piatra Șoimului este administrată de un primar și un consiliu local compus din 15 consilieri. Primarul, Nicoleta Gheorghe[*], de la Partidul Social Democrat, este în funcție din 2000. Începând cu alegerile locale din 2024, consiliul local are următoarea componență pe partide politice:
|  | Partid                          | Consilieri | Componența Consiliului | Componența Consiliului | Componența Consiliului | Componența Consiliului | Componența Consiliului | Componența Consiliului | Componența Consiliului |
|  | ------------------------------- | ---------- | ---------------------- | ---------------------- | ---------------------- | ---------------------- | ---------------------- | ---------------------- | ---------------------- |
|  | Partidul Social Democrat        | 7          |                        |                        |                        |                        |                        |                        |                        |
|  | Partidul Național Liberal       | 3          |                        |                        |                        |                        |                        |                        |                        |
|  | Uniunea Salvați România         | 2          |                        |                        |                        |                        |                        |                        |                        |
|  | Alianța pentru Unirea Românilor | 1          |                        |                        |                        |                        |                        |                        |                        |
|  | Pintilie Corneliu               | 1          |                        |                        |                        |                        |                        |                        |                        |
|  | Maftița Viorica                 | 1          |                        |                        |                        |                        |                        |                        |                        |

## Istorie
La sfârșitul secolului al XIX-lea, comuna purta numele de Calu-Iapa, făcea parte din plasa Piatra-Muntele a județului Neamț și era formată din satele Calu, Dumbrava Roșie de Jos, Iapa și Săvinești, având în total 2955 de locuitori. În comună funcționau 12 mori de apă, o fabrică de cherestea, trei biserici și o școală. Anuarul Socec din 1925 consemnează desființarea comunei și trecerea satelor ei în administrarea comunei vecine Mastacănu. Comuna a fost reînființată în 1931, sub denumirea de Calu și cu satele Calu, Iapa și Negulești.
În 1950, comuna Calu a fost arondată raionului Buhuși și apoi (după 1964) raionului Piatra Neamț din regiunea Bacău. În 1964, denumirea comunei și a satului de reședință a fost schimbată în Piatra Șoimului, iar satul Iapa a fost rebotezat în Luminiș. În 1968, comuna Piatra Șoimului a revenit la județul Neamț, reînființat.

## Monumente istorice
Patru obiective din comuna Piatra Șoimului sunt incluse în lista monumentelor istorice din județul Neamț ca monumente de interes local. Două dintre ele sunt clasificate ca situri arheologice — situl de pe dealul Horodiștea-Calu (lângă satul Piatra Șoimului) cuprinde urmele unei așezări eneolitice (cultura Cucuteni, faza A) și ale unei cetăți din secolele I î.e.n.–I e.n.; și situl din strada Deleni a satului Negulești, sit ce conține așezări din neolitic (cultura Starčevo-Criș) și din Epoca Bronzului târziu (cultura amforelor sferice). Celelalte două obiective sunt clasificate ca monumente de arhitectură: ansamblul de case de lemn (secolele al XVIII-lea–al XIX-lea) din satul Negulești și biserica de lemn „Sfântul Ioan Bogoslov” (1792) din satul Piatra Șoimului.